# Michael H.-J. Lips
Michael H.-J. Lips (* 7. Mai 1967 in Zürich) ist ein ehemaliger Curlingspieler aus der Schweiz.

## Leben
Lips wuchs in Urdorf auf. In der Saison 1987/88 kam er zum Curling Club Kloten. Dort traf er auf Daniel Model, Beat Stephan und Richard Mähr. 1988 wurde er Schweizer Meister im Curling und nahm als 21-Jähriger an den Weltmeisterschaften in Lausanne teil.
Er ist Sozialversicherungsfachmann mit eidg. Fachausweis und arbeitet als Wirtschaftsprüfer bei der grössten Unfallversicherung der Schweiz.
Michael Lips ist verheiratet und hat zwei Kinder.

## Erfolge
- 1988: Schweizer Meister (Second)
- 1988: 4. Platz Weltmeisterschaften (Second)
- 1990: 6. Platz Weltmeisterschaften (Ersatz)
- 1991: 3. Platz Europameisterschaften (Second)
- 2010: 1. Platz 17. Take-Out Trophy (Second)
- 2020: 2. Platz 52. Coppa Romana